# ناحیه گاسا

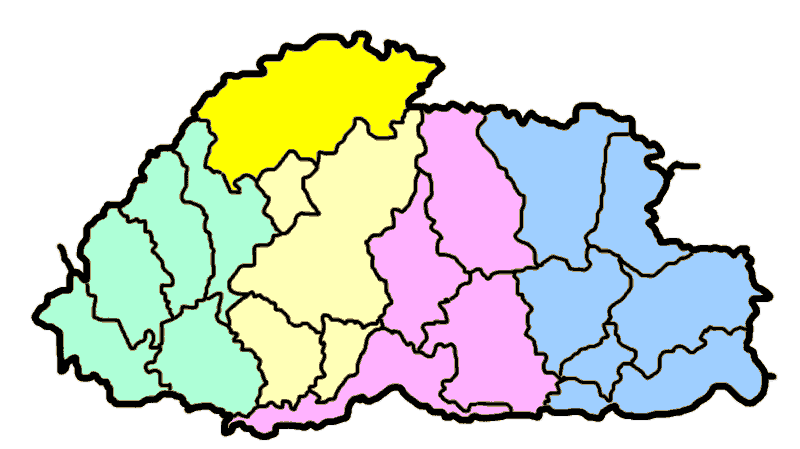
نقشه منطقه بندی شده گاسا

گاسا (به لاتین: Gasa) یکی از استان‌های بوتان  است. مرکز این استان، شهر گاسا دونگ می‌باشد.

## جغرافیا
استان چوخا مساحت ۳٬۱۱۷٫۷۴ کیلومتر مربع (۱٬۲۰۰ مایل مربع). را پوشش می‌دهد.

## جمعیت
جمعیت این استان در یک سرشماری در مارس سال ۲۰۰۵، ۳٬۱۱۶   نفر تشخیص داده شده است.

## اقتصاد
این استان به دلیل قرار گرفتن با مرز کشور چین و دارا بودن از چشمه‌های آب گرم فراوان و پوشش گیاهی جنگلی، نظر گردشگرهای زیادی را به خود جلب کرده است.